# Pfarrer Braun: Der Fluch der Pröpstin
Der Fluch der Pröpstin ist ein deutscher Fernsehfilm von Dirk Regel aus dem Jahr 2004. Es handelt sich um die vierte Episode der ARD-Kriminalfilmreihe Pfarrer Braun mit Ottfried Fischer in der Titelrolle.

## Handlung
Braun führt weiterhin die katholische Gemeinde in Bangerode im Harz. Der deutschitalienische Restaurator Manuel Castelnuovo hat den Auftrag erhalten, in der Krypta das Grabmal der mittelalterlichen Pröpstin Friederike zu restaurieren und freundet sich mit dem Pfarrer an, nachdem dieser seinen geheimen Schlemmerkeller entdeckt.
Als der Hund Castelnuovos und auch Castelnuovo selbst geheimnisvoll sterben, ermittelt Pfarrer Braun. Sein Freund hatte nicht nur mit mehreren Frauen gleichzeitig ein Verhältnis, sondern es gab auch einige Feinde des Restaurators. Jemand hatte gefährliche Pilzsporen am Arbeitsplatz Castelnuovos ausgelegt, die zum Tode des Gigolos führten.
Letztendlich lädt Braun alle, die mit diesen Fall etwas zu tun haben, zu einem Essen in die Krypta ein. Nach einigen Fragen kommt die Wahrheit ans Licht.

## Hintergrund

Drehorte
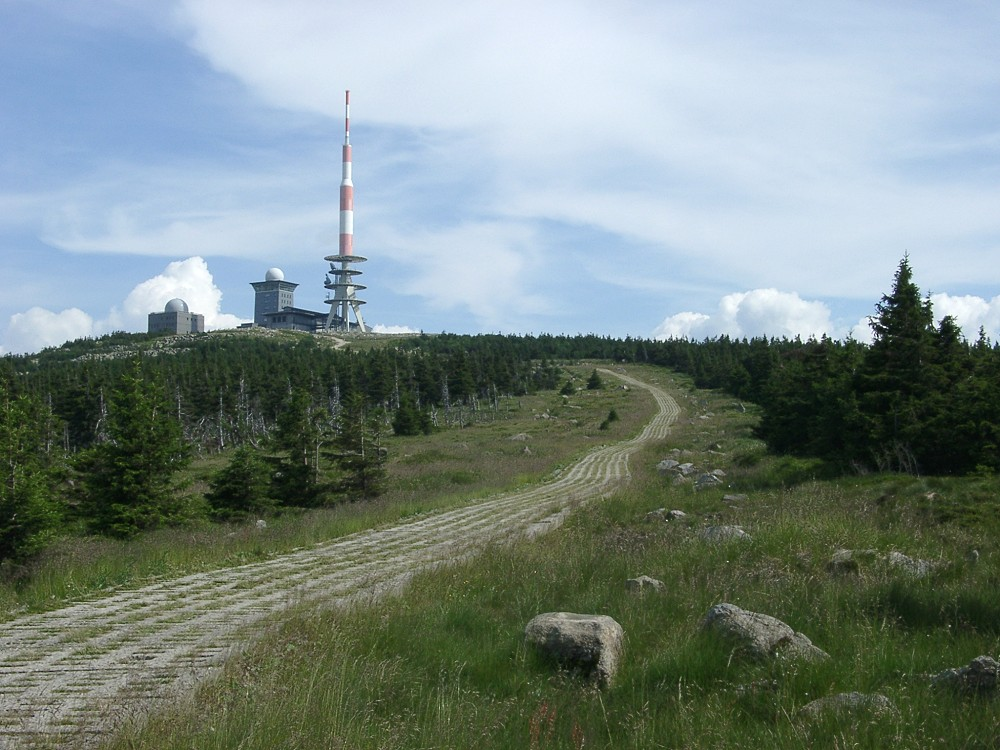
Der Brocken wird Schauplatz in Teil 3, wobei die Aufnahmen auf dem Hexentanzplatz bei Thale entstanden
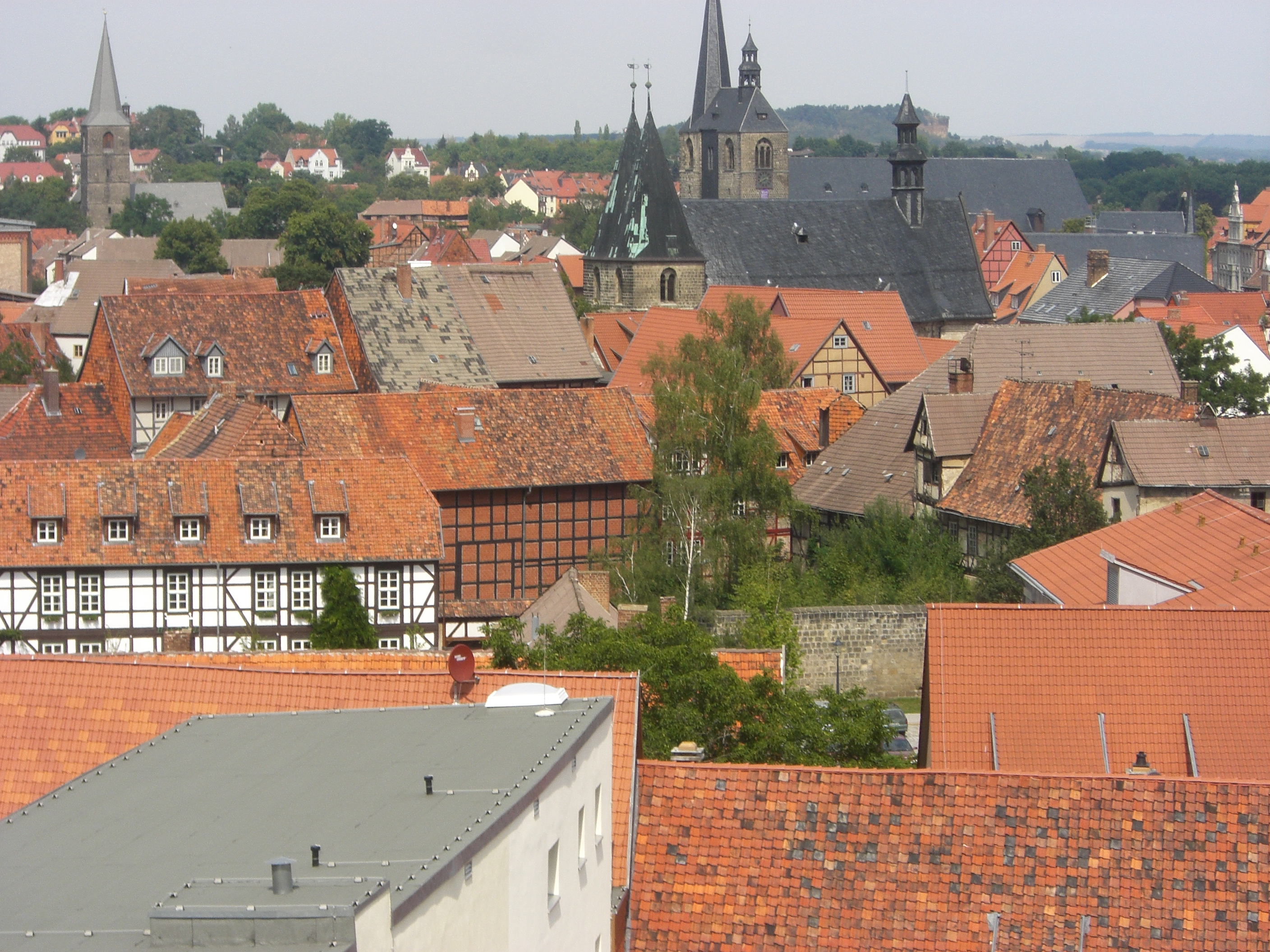
Quedlinburg heißt bei Braun „Bangerode“

Kulisse für Episode 3 und 4, das Harzer Berg-Panorama, von links nach rechts: Rehberg, Achtermannshöhe, Brocken, Wurmberg

Für Der Fluch der Pröpstin wurde an Schauplätzen im Harz, unter anderem am Brocken, am Rehberg und an der Achtermannhöhle gedreht. Die Erstausstrahlung fand Freitag, den 22. April 2004 auf Das Erste statt.

## Kritik
Die Kritiker der Fernsehzeitschrift TV Spielfilm gaben dem Film eine mittlere Wertung, sie zeigten mit dem Daumen zur Seite. Sie konstatierten: „Trotz putziger Dialoge verflucht trantütig.“